# Amont-et-Effreney
Amont-et-Effreney és un municipi francès situat al departament de l'Alt Saona i a la regió de Borgonya - Franc Comtat. L'any 2007 tenia 183 habitants.

## Demografia

### Població
El 2007 la població de fet d'Amont-et-Effreney era de 183 persones. Hi havia 92 famílies, de les quals 32 eren unipersonals (20 homes vivint sols i 12 dones vivint soles), 32 parelles sense fills, 20 parelles amb fills i 8 famílies monoparentals amb fills.
La població ha evolucionat segons el següent gràfic:
Habitants censats

### Habitatges
El 2007 hi havia 141 habitatges, 91 eren l'habitatge principal de la família, 38 eren segones residències i 12 estaven desocupats. 135 eren cases i 6 eren apartaments. Dels 91 habitatges principals, 72 estaven ocupats pels seus propietaris, 16 estaven llogats i ocupats pels llogaters i 3 estaven cedits a títol gratuït; 4 tenien dues cambres, 15 en tenien tres, 28 en tenien quatre i 43 en tenien cinc o més. 67 habitatges disposaven pel capbaix d'una plaça de pàrquing. A 32 habitatges hi havia un automòbil i a 39 n'hi havia dos o més.

### Piràmide de població
La piràmide de població per edats i sexe el 2009 era:
| Homes | Edats   | Dones |
| ----- | ------- | ----- |
| 0     | 95 o +  | 0     |
| 0     | 90 a 94 | 0     |
| 4     | 85 a 89 | 0     |
| 0     | 80 a 84 | 0     |
| 4     | 75 a 79 | 8     |
| 8     | 70 a 74 | 8     |
| 8     | 65 a 69 | 4     |
| 12    | 60 a 64 | 16    |
| 8     | 55 a 59 | 4     |
| 4     | 50 a 54 | 16    |
| 12    | 45 a 49 | 0     |
| 4     | 40 a 44 | 8     |
| 12    | 35 a 39 | 0     |
| 4     | 30 a 34 | 8     |
| 0     | 25 a 29 | 4     |
| 0     | 20 a 24 | 8     |
| 4     | 15 a 19 | 12    |
| 0     | 10 a 14 | 4     |
| 0     | 5 a 9   | 0     |
| 0     | 0 a 4   | 0     |

## Economia
El 2007 la població en edat de treballar era de 103 persones, 66 eren actives i 37 eren inactives. De les 66 persones actives 57 estaven ocupades (29 homes i 28 dones) i 9 estaven aturades (6 homes i 3 dones). De les 37 persones inactives 25 estaven jubilades, 7 estaven estudiant i 5 estaven classificades com a «altres inactius».

### Ingressos
El 2009 a Amont-et-Effreney hi havia 87 unitats fiscals que integraven 169 persones, la mediana anual d'ingressos fiscals per persona era de 14.457 €.

### Activitats econòmiques
Dels 9 establiments que hi havia el 2007, 4 eren d'empreses de construcció, 1 d'una empresa de comerç i reparació d'automòbils, 1 d'una empresa d'hostatgeria i restauració i 3 d'empreses immobiliàries.
Dels 6 establiments de servei als particulars que hi havia el 2009, 3 eren paletes, 1 empresa de construcció, 1 restaurant i 1 agència immobiliària.
L'any 2000 a Amont-et-Effreney hi havia 14 explotacions agrícoles que ocupaven un total de 96 hectàrees.

## Poblacions més properes
El següent diagrama mostra les poblacions més properes.